# Madame Drouin
Françoise Marie Jeanne Élisabeth Gaultier, bekannt als Madame Drouin (* 25. September 1720 in Rouen; † 2. August 1803 in Verrières-le-Buisson),  war eine französische Schauspielerin. 
Drouin entstammte dem gehobenen Bürgertum. Ihr Vater war Leiter der Académie royale de musique in Rouen. Als der Schauspieler Jean-Baptiste de La Noue die Leitung eines kleinen Theaters in ihrer Heimatstadt übernahm, ging sie, siebzehnjährig, eine Beziehung mit ihm ein und übernahm auch, mit Noue zusammen, die Leitung dieses Theaters. Zwar ging diese Liebesbeziehung später in die Brüche, aber Claire Clairon berichtet 1773 in einem Brief von der unverbrüchlichen, lebenslangen Freundschaft der beiden. Wie damals üblich ging diese Schauspieltruppe auch auf Tournee und spielte unter anderem in Le Havre und Lille, wo Voltaire der Aufführung seines Stückes Mahomet le Prophète beiwohnte. Voltaire war sehr angetan und empfahl das Schauspielerpaar an den Hof Friedrich II. für dessen französisches Theater, jedoch wurde das, noch vor der ersten Inszenierung, durch den Schlesischen Krieg verhindert. Drouin und Noue reisten nach Paris, wo beide ein Engagement an der Comédie-Française bekamen und 1742 mit nur wenigen Tagen Abstand debütierten.
Ihre erste Ehe ging Drouin 1744 mit einem Charles Martel ein, verwitwete früh und heiratete 1750 ein zweites Mal, ihren Schauspielkollegen Jean-Jacques-François Drouin. Sie spielte in den 38 Jahren ihrer Bühnenkarriere eine Vielzahl von Hauptrollen und verabschiedete sich 1780, mit 1500 Livre Pension der Comèdie und weiteren 1000 Livre aus der Privatschatulle des Königs, in den Ruhestand. Aber auch danach leitete sie das Privattheater der Madame de Montesson weiter.
Drouin war die erste Frau, die zur Eröffnung der Theatersaison der Comédie, trotz Widerstand ihres Kollegen Jean Dauberval, 1763 die Eröffnungsrede hielt.